# Karun Chandhok
Karun Chandhok, född 19 januari 1984 i Chennai, är en indisk racerförare.

## Racingkarriär

### GP2-karriär
Chandhok tävlade i GP2 Series och GP2 Asia Series för Durango Automotive, iSport International och Ocean Racing Technology. 

### F1-karriär
| Säsong     | Stall/Tillverkare | Placering  | Lopp | Poäng | Etta | Tvåa | Trea | Pole | Varv |
| ---------- | ----------------- | ---------- | ---- | ----- | ---- | ---- | ---- | ---- | ---- |
| 2010       | Hispania-Cosworth | 22         | 10   | 0     |      |      |      |      |      |
| 2011       | Lotus-Renault     | 28         | 1    | 0     |      |      |      |      |      |
| Sammanlagt | Sammanlagt        | Sammanlagt | 11   | 0     | 0    | 0    | 0    | 0    | 0    |